# Bron Breakker
Bronson Rechsteiner (né le 24 octobre 1997 à Woodstock (Géorgie)) est un catcheur (lutteur professionnel) américain. Il travaille à la World Wrestling Entertainment, dans la division Raw, sous le nom de Bron Breakker.
Il est le fils du catcheur Rick Steiner et devient catcheur en 2020.

## Jeunesse
Bronson Rechstein est un des trois fils de Robert Rechsteiner, un catcheur connu sous le nom de Rick Steiner. Son oncle Scott est lui aussi catcheur. Bronson fait de la lutte au lycée et remporte en 2016 le championnat de Géorgie dans la catégorie des plus de 220 lb (100 kg). Après le lycée, il fait partie de l'équipe de football américain de l'université d'État de Kennesaw.
Après l'université, les Ravens de Baltimore l'engage comme agent libre le 26 avril 2020. Il ne joue aucun match avec les Ravens qui mettent fin à son contrat le 10 août.

## Carrière de catcheur

### World Wrestling Entertainment(2021-...)
Le 24 février 2021, la World Wrestling Entertainment (WWE) annonce que Rechsteiner va s'entraîner au WWE Performance Center.

#### Débuts àNXT, double champion deNXTet champion par équipes deNXTavec Baron Corbin (2021-2023)
Le 14 septembre à NXT 2.0, il fait ses débuts dans le show jaune en tant que Face, sous le nom de Bron Breakker, dispute son premier match et bat LA Knight.
Le 5 décembre à NXT WarGames, l'équipe 2.0, dont il fait partie, bat celle de Black & Gold dans son tout premier Men's WarGames match.
Le 4 janvier 2022 à NXT: New Year's Evil, il devient le nouveau champion de NXT en battant Tommaso Ciampa, remporte le titre pour la première fois de sa carrière et son second titre personnel. Le 8 mars à NXT Roadblock, il ne conserve pas sa ceinture, battu par Dolph Ziggler.
Le 2 avril à NXT TakeOver: Stand & Deliver, il ne remporte pas la ceinture, rebattu par The ShowOff. 2 soirs plus tard à Raw, il fait ses débuts dans le show rouge, dispute son premier match et redevient champion de NXT, pour la seconde fois, en prenant sa revanche sur son même adversaire. Le 4 juin à NXT TakeOver: In Your House, il conserve son titre en battant Joe Gacy.
Le 4 septembre à Worlds Collide, il conserve son titre, devient le nouveau champion de la NXT UK en battant Tyler Bate, remporte le titre pour la première fois de sa carrière, devient double champion et unifie les deux ceintures.
Le 22 octobre à NXT: Halloween Havoc, il conserve son titre en battant Ilja Dragunov et JD McDonagh dans un Triple Threat match. Le 10 décembre à NXT Deadline, il conserve son titre en battant Apollo Crews.
Le 4 février 2023 à NXT Vengeance Day, il conserve son titre en battant Grayson Waller dans un Steel Cage match.
Le 1er avril à NXT Stand & Deliver, il ne conserve pas sa ceinture, battu par Carmelo Hayes. 3 soirs plus tard à NXT 2.0, alors que les deux catcheurs montraient du respect mutuel l'un envers l'autre et s'étaient échangés une poignée de mains, il effectue un Heel Turn, porte une Clothesline au nouveau champion et provoque le Face Turn de ce dernier. Le 28 mai à NXT Battleground, il ne remporte pas la ceinture, rebattu par son même adversaire.
Le 30 septembre à NXT No Mercy, il perd face à Baron Corbin.
Le 9 décembre à NXT Deadline, il ne remporte pas le Men's Iron Survivor Challenge match, gagné par Trick Williams, et ne devient pas aspirant no 1 au titre de NXT.
Le 2 janvier 2024 à NXT: New Year's Evil, il s'allie officiellement avec Baron Corbin et les deux catcheurs forment un duo appelé Wolf Dogs. Le 4 février à NXT Vengeance Day, ils remportent le tournoi Dusty Rhodes Tag Team Classic en battant Carmelo Hayes et Trick Williams en finale et deviennent aspirants no 1 aux titres par équipes de NXT. 9 soirs plus tard à NXT, ils deviennent les nouveaux champions par équipes de NXT en battant The D'Angelo Family (Tony D'Angelo et Channing "Stacks" Lorenzo) et remportent les titres pour la première fois de leurs carrières.
Le 6 avril à NXT Stand & Deliver, ils conservent leurs titres en battant Axiom et Nathan Frazer. 3 soirs plus tard à NXT, ils ne conservent pas leurs ceintures, battus par leurs mêmes adversaires dans un match revanche.

#### Arrivée àSmackDown, Draft àRawet double champion Intercontinental (2023-2025)
Le 16 février à SmackDown, il signe officiellement avec le show bleu. La semaine suivante à SmackDown, il dispute son premier match et bat Dante Chen.
Le 26 avril à SmackDown, lors du Draft, il est annoncé être officiellement transféré à Raw par Torrie Wilson. Le 20 mai à Raw, il dispute son premier match et bat Kale Dixon.
Le 6 juillet à Money in the Bank, il ne remporte pas le tite Intercontinental, battu par Sami Zayn, et subit sa première défaite. Le 3 août à SummerSlam, il devient le nouveau champion intercontinental en prenant sa revanche sur son même adversaire, remporte le titre pour la première fois de sa carrière, son second titre personnel et son premier titre dans le roster principal. Le 23 septembre à Raw, il ne conserve pas sa ceinture, battu par Jey Uso.
Le 21 octobre à Raw, il redevient champion Intercontinental, pour la seconde fois, en prenant sa revanche sur le catcheur samoan, aidé par les interventions extérieures de la Bloodline. Le 30 novembre aux Survivor Series: WarGames, il conserve son titre en battant Sheamus et Ludwig Kaiser dans un Triple Threat match.
Le 1er février 2025 au Royal Rumble, il entre dans le Men's Royal Rumble match en 7e position, élimine Carmelo Hayes, Santos Escobar et Otis (avec l'aide d'IShowSpeed) avant d'être lui-même éliminé par Roman Reigns après 22 minutes de match.
Le 20 avril à WrestleMania 41, il ne conserve pas sa ceinture, battu par Dominik Mysterio dans un Fatal 4-Way match qui inclut également Finn Bálor et Penta.

#### The Vision (2025-...)
Le lendemain à Raw, il vient en aide à Seth Rollins qui se fait attaquer par ses deux précédents adversaires du PLE et s'allie officiellement avec Paul Heyman et l'ancien premier champion du monde poids-lourds. Le 24 mai à Saturday Night's Main Event XXXIX, les deux catcheurs battent CM Punk et Sami Zayn. Pendant la rencontre, Bronson Reed fait son retour, les aide et rejoint leurs rangs.
Le 2 août à SummerSlam, Bronson Reed et lui perdent face à Jey Uso et Roman Reigns.

## Palmarès
- World Wrestling Entertainment
  - 2 fois champion intercontinental
  - 2 fois champion de NXT
  - 1 fois champion de NXT UK (dernier règne)
  - 1 fois champion par équipes de NXT  - avec Baron Corbin

## Récompenses des magazines
- Pro Wrestling Illustrated

| Année | 2022 | 2023 | 2024 |
| ----- | ---- | ---- | ---- |
| Rang  | 26   | 37   | 52   |

## Vie privée
Il a été en couple pendant un an et demi avec la catcheuse de NXT, Cora Jade. Le 7 janvier 2024, il annonce officiellement leur séparation.
Il est en couple avec une autre catcheuse de NXT, Izzi Dame.